# Isla Calero
Isla Calero es una isla continental de Costa Rica ubicada en el extremo noreste de este país, limitada al norte por la isla Portillos, al oeste y suroeste por los cauces del río San Juan y el río Colorado, al sur por el Caño Bravo del río Colorado (que la separa de la isla Brava) y al este por el mar Caribe. Posee una superficie de 15.160 hectáreas (equivalentes a 151,6 km²), y administrativamente es parte del distrito de Colorado, en el cantón de Pococí de la provincia costarricense de Limón.
Junto a la Isla Brava, ubicada al sur de ésta, forma parte del Refugio nacional de fauna silvestre Barra del Colorado, siendo Calero la isla más grande de ese país centroamericano.

## Etimología
La isla Calero lleva el nombre en honor al capitán español Alonso Calero, quien en conjunto con el capitán Diego Machuca Suazo, fueron los primeros españoles en descubrir el desaguadero del río San Juan.

## Aspectos físicos
La isla Calero es la isla de mayor extensión de Costa Rica con 151.6 km², y se sitúa en la provincia de Limón entre las coordenadas 310 000 m Norte y 575 850 m Este. Debido a la geomorfología que caracteriza a la isla Calero y su vecina la isla Portillos, éstas se pueden denominar como islas fluviales, las cuales se encuentran bordeadas por cuerpos de agua: río San Juan de Nicaragua y río Colorado de Costa Rica. Deben su formación a zonas de relleno de depósitos aluviales del río San Juan y del río Colorado. Su morfología es característica de las zonas de llanuras aluviales, pues poseen pendientes inferiores a los 2°; en ciertos sectores, pueden presentar relieves plano-cóncavos, lo cual permite la retención de grandes cuerpos de aguas, que se presentan en forma de charcas, lagunas o pantanos.

## Aspectos naturales
La isla Calero forma parte de tres importantes zonas de conservación natural: el Refugio nacional de fauna silvestre Barra del Colorado, el Humedal Caribe Noreste y el Corredor Biológico Fronterizo Nicaragua-Costa Rica.
El Refugio nacional de fauna silvestre Barra del Colorado es el refugio de vida natural más grande de Costa Rica (75.309.8 ha), y destaca, entre otras, por la presencia de varias especies de animales en peligro de extinción como el manatí antillano, la danta, el jaguar, el pez gaspar y la guacamaya verde, además de que sus playas son lugar de desove de los tres tipos de tortugas marinas que habitan en el Océano Atlántico (baula, en peligro de extinción, carey y verde). Se le considera una de las áreas de mayor biodiversidad de Costa Rica.
El Humedal Caribe Noreste es una importante zona de manglar protegida a nivel nacional e internacional, necesaria para la preservación del recurso hídrico y la alimentación y reproducción de 343 especies de peces, 136 especies de moluscos, 642 especies de plantas (58 de las cuales son endémicas) y gran cantidad de especies de aves acuáticas y migratorias. Este humedal abarca el parque nacional Tortuguero (23.903 hectáreas), el Refugio nacional de fauna silvestre Barra del Colorado (40.315,1 hectáreas) y el Refugio Fronterizo Nicaragua-Costa Rica (11.091,7 hectáreas) y se extiende tanto en el área marina como en la parte continental. Es, además, un sitio protegido por la Convención de Ramsar sobre humedales, ratificada por los gobiernos de Nicaragua y Costa Rica en 1991 y 1997.
El Corredor Biológico Fronterizo Costa Rica - Nicaragua es una extensa zona natural de 2000 m de ancho, parte del Corredor Biológico Mesoamericano, que se extiende a lo largo de la frontera de los dos países, desde la bahía Salinas en el Pacífico, hasta la bahía de San Juan del Norte en el Atlántico, que conecta de modo natural el Área de Conservación Guanacaste, el parque nacional Tortuguero, el Refugio nacional de fauna silvestre Barra del Colorado, el Refugio Nacional de Vida Silvestre Caño Negro, todos en Costa Rica, con la Reserva Biológica Indio-Maíz, la Reserva Natural Punta Gorda, la Reserva Natural Cerro Silva, el Monumento Histórico Fortaleza Inmaculada Concepción de María y el Refugio de Vida Silvestre Río San Juan, en el sureste de Nicaragua. Este amplio corredor incluye, entre otros, el cauce del río San Juan, el refugio natural de Los Guatuzos, los humedales de Tamborcito, Maquenque y Caribe Noreste, las reservas forestales El Jardín y La Cureña, y las Islas Calero y Brava.

## Historia

### Descubrimiento
En 1535 el gobernador de Nicaragua Rodrigo de Contreras y La Hoz envía desde Granada a Alonso Calero y a Diego Machuca a explorar el desaguadero (desembocadura) del río San Juan, con la fuerte oposición de Fray Bartolomé de las Casas. Los soldados se amotinan y no se llega más allá de la entrada del río.
En 1539 se realiza la segunda expedición de Calero y Machuca al desaguadero, después de un año de preparación. El 25 de abril llegan a Solentiname y el 6 de mayo a Boca de Sábalos. Machuca se interna por el río Sábalos y Calero sigue su ruta por «El Desaguadero». El 21 de junio, Calero asalta el poblado de Tori y el 24, día de San Juan, llega a la bahía donde desemboca el río, tomando posesión de ella y bautizándola como de San Juan del Norte. Posteriormente Calero recorre la costa hasta Punta del Mono (Monkey Point) y desciende hasta Panamá donde es hecho prisionero por el presidente de la audiencia Francisco Pérez de Robles. De los 130 hombres iniciadores de la expedición solo llegan 9. El capitán Machuca regresa al desaguadero a buscar a Calero, llegando a la desembocadura del río, que comienza a llamarse río de San Juan.

### Colonia
Tras el establecimiento del Ducado de Veragua en 1540, creado por las autoridades españolas en favor de los nietos de Cristóbal Colón, la isla Calero formó parte de la Gobernación de Nuevo Cartago y Costa Rica, la cual abarcaba toda la costa atlántica de Nicaragua y Costa Rica y parte de Panamá, desde la isla del Escudo de Veraguas hasta el río Aguán, en Honduras. Durante la colonia española en América, la isla Calero, por su posición geográfica en la desembocadura del río San Juan, formó parte de lo que se conoció como la Vía del Tránsito o Ruta del San Juan, que permitió el comercio español a través del río San Juan entre el Caribe y el Pacífico americanos. La ruta, sin embargo, fue constante punto de entrada también de los piratas zambos-mosquitos provenientes del Reino de la Mosquitia, quienes la usaban para asaltar las poblaciones coloniales españolas establecidas a ambos lados del cauce del San Juan. Administrativamente y tras la desaparición del Ducado de Veragua, la isla formó parte de la provincia de Costa Rica, salvo los dos periodos en que el territorio de ambos países se usó para formar la efímera provincia de Nicaragua y Costa Rica entre 1812-1814 y 1820-1821.

### Calero en la Guerra de 1856-1857
Luego de la declaración de Independencia de Centroamérica y la existencia de la República Federal de Centroamérica entre 1824-1839 (de la que Nicaragua y Costa Rica se separaron en 1838), se iniciaron los problemas limítrofes entre los dos nuevos países, problemas que se han extendido hasta el siglo XXI.
Los conflictos limítrofes se vieron momentáneamente interrumpidos por la Guerra Nacional de Nicaragua (1855), y posteriormente, el inicio de la Campaña Nacional de 1856-1857 por parte de Costa Rica, para expulsar a los filibusteros bajo el mando de William Walker de tierras centroamericanas. La ruta del San Juan fue, pues, escenario principal de lo que se conoce como Campaña del Tránsito, una importante parte de esta guerra en la cual filibusteros y centroamericanos lucharon por el control de esta vía fluvial, la cual era vital para el suministro de armas y soldados para el bando filibustero. Durante esta guerra, la punta Castilla de la isla Portillos fue un sitio estratégico vital para la toma de la Vía del Tránsito. El 23 de diciembre de 1856, un contingente de 45 soldados costarricenses al mando del general Máximo Blanco toma por sorpresa punta Castilla y captura los vapores «Wheeler», «Machuca», «Morgan» y «Bulwer», que estaban al servicio de los filibusteros. La toma de la punta Castilla permitiría que tres días después el ejército costarricense se apoderara del estratégico Castillo Viejo, en la ribera nicaragüense del río San Juan, en poder de los filibusteros, y una semana después, la captura del vapor «San Carlos», también en manos filibusteras, que serviría posteriormente para la entrevista entre los máximos líderes del ejército costarricense, los generales José Joaquín Mora Porras y José María Cañas, con el general nicaragüense Máximo Jerez Tellería, para arrebatar el control de todo el río a los filibusteros, lo que se lograría luego de un año de largas y cruentas batallas en toda la ribera del río.
La isla Calero volvería a ser protagonista de los sucesos de 1856-1857 cuando William Walker, el 26 de noviembre de 1857, 6 meses después de su rendición oficial en la ciudad de Rivas, Nicaragua, al capitán Charles H. Davis de la marina estadounidense, desembarcaría con 150 soldados filibusteros en la punta Castilla de la isla Portillos con la intención de descender por el río Colorado hasta Barra del Colorado y tomar posteriormente el Castillo Viejo, pero finalmente, al no contar ya con el apoyo estadounidense, Walker y sus hombres se rendirían al comodoro Hiram Paulding, de la fragata estadounidense «Wabash», estacionada en la bahía de San Juan del Norte y serían enviados de regreso a los Estados Unidos.

### Calero y los tratados de límites

#### Antecedentes

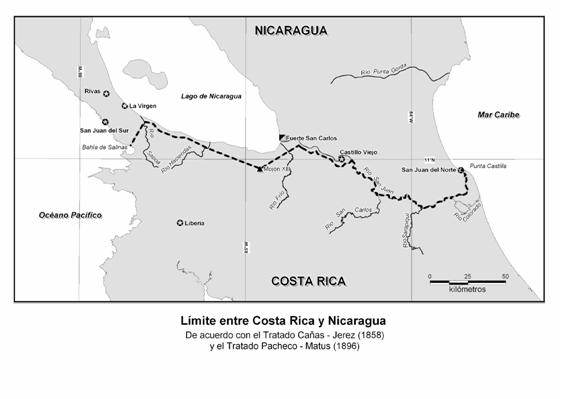
Frontera de Costa Rica y Nicaragua según el Tratado Cañas-Jerez (1858).

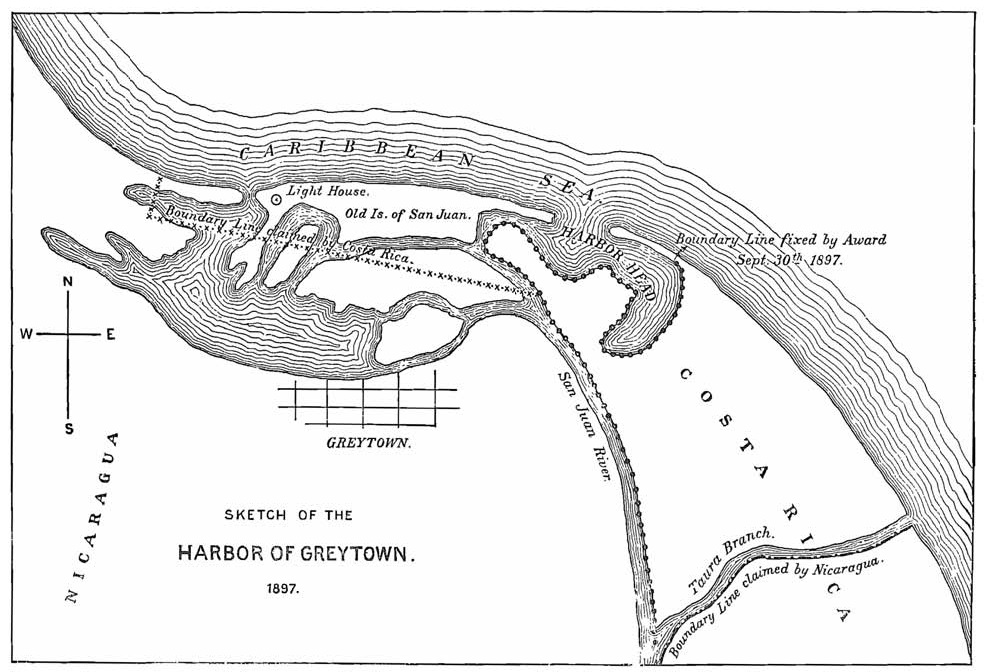
Mapa esquemático de la desembocadura del río San Juan elaborado por E.P.Alexander en 1897 de acuerdo a lo estipulado en el Laudo Cleveland (1888), previo a la elaboración del primer laudo Alexander (1898) para definir la frontera entre Costa Rica y Nicaragua.

Posterior a la guerra de 1856-1857, tanto la isla Calero como la isla Portillos serían reconocidas oficialmente como territorio costarricense mediante la firma del Tratado Cañas-Jerez el 15 de abril de 1858, el Laudo Cleveland del 22 de marzo de 1888, y los laudos Alexander  de 1898, lo que sería reconocido posteriormente tanto por el Instituto Nacional de Geografía de Costa Rica como por su homólogo el Instituto Nicaragüense de Estudios Territoriales en fuentes cartográficas oficializadas por ambos gobiernos y por organismos internacionales como la Organización de las Naciones Unidas, Organización de los Estados Americanos y la Agencia Central de Inteligencia de los Estados Unidos de América.
El Tratado Cañas-Jerez del 15 de abril de 1858 estableció que el límite entre Costa Rica y Nicaragua sería, entre otros puntos, parte de la margen derecha del río San Juan. El tratado, aprobado por el Congreso de Costa Rica y una Asamblea Constituyente elegida en Nicaragua, estipula que la frontera entre ambos países inicia en la Punta Castilla (isla Portillos) en la desembocadura del río San Juan de Nicaragua, y se continúa marcando por la margen derecha de este río, «hasta un punto distante del Castillo Viejo tres millas inglesas, medidas desde las fortificaciones exteriores de dicho Castillo hasta el indicado punto», es decir, hasta el punto donde el río San Juan se adentra profundamente en territorio nicaragüense «buscando» el Lago de Nicaragua.
Ahora bien, el problema de límites en la zona de Calero surge porque esa zona está formada por numerosos caños y entradas de aguas que hacen que el terreno sea pantanoso, e inclusive, esta condición natural ha provocado discusiones políticas y geográficas entre ambos gobiernos debido a la acumulación de sedimentos depositados a lo largo de los siglos por los ríos San Juan y Colorado, lo que muchas veces ha llevado dificultades para determinar con precisión el límite del río San Juan, causando incidentes históricos entre Costa Rica y Nicaragua, al punto de que se tuvo que recurrir al laudo del presidente estadounidense Grover Cleveland en 1888, quien aclaró once puntos confusos del tratado. Este laudo, conocido como el Laudo Cleveland, el cual confirma el tratado, establece que «la línea divisoria entre las Repúblicas de Nicaragua y Costa Rica, por el lado del Atlántico, comienza en la extremidad de Punta de Castilla, en la boca del Río San Juan de Nicaragua, como se hallaban la una y la otra el quince de Abril de 1858», es decir, la fecha de la firma del Tratado Cañas-Jerez.
Si bien el punto de la inestabilidad geográfica de la región (caños, aguas, inundaciones, acumulación de sedimentos, etc) es razonable para solicitar un arbitraje para delimitar la frontera, existe también otro antecedente histórico que tiene que ver con la aprobación por parte del gobierno de Nicaragua, el 2 de abril de 1860, de un contrato con la Compañía Americana del Canal Marítimo para establecer, manejar y aprovechar un canal interoceanico a través del río San Juan por el transcurso de los próximos 50 años, razón todavía de mucho más peso para definir la frontera entre ambos países.

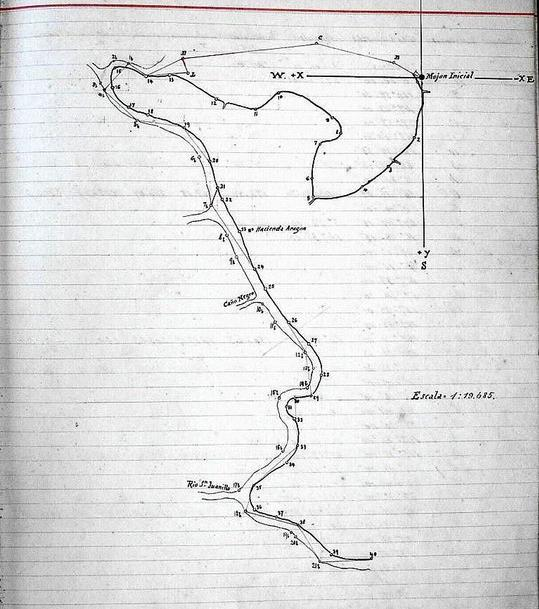
Croquis del primer laudo Alexander elaborado por el ingeniero E.P Alexander luego de delimitar geométricamente la frontera entre Costa Rica y Nicaragua (Actas y laudos Alexander, versión en español. Folio 33. Archivo Nacional de Costa Rica. 1898).

El 30 de septiembre de 1898, el ingeniero estadounidense Edward Porter Alexander, designado para ser árbitro en la delimitación geométrica de los límites entre Nicaragua y Costa Rica (el 27 de marzo de 1896 se había firmado la convención Mattus-Pacheco en la cual los gobiernos de Nicaragua y Costa Rica aceptaban someterse a arbitraje internacional con el propósito de evitar un inminente conflicto armado), emite un primer laudo donde ubica isla Calero del lado costarricense al estar en la margen derecha del río San Juan, según dice literalmente el laudo, 

«Its direction shall be due northeast and southwest, across the bank of sand, from the Caribbean Sea into the waters of Harbor Head Lagoon.»
E.P.Alexander (primer laudo, 1898)

Debe aclararse que parte de la confusión actual se da porque en algunos sitios de internet se ha traducido erróneamente la palabra «southwest» como sureste y no suroeste en esta parte del laudo.
El día lunes 20 de diciembre de 1897, se emite un segundo laudo, por causa de que la delegación costarricense le solicitó a E.P. Alexander que se procediera a levantar el plano limítrofe entre ambas repúblicas, el cual iniciaba en Punta Castilla y bordeaba la laguna de Harbour Head y alcanzaba el cauce principal del río San Juan hasta tres millas inglesas abajo del Castillo. Sin embargo, la delegación nicaragüense se opuso a la petición de Costa Rica, ya que ellos consideraban que la línea que se podría fijar en el plano, jamás podría ser la verdadera línea divisoria entre ambos países, puesto que el tratado Cañas-Jerez, el laudo Cleveland y el primer laudo Alexander habían definido como límite natural la margen derecha del río San Juan. Ante esto, Alexander decide emitir un tercer laudo el 22 de marzo de 1898, en el cual delimita finalmente topográficamente la frontera y además, enuncia que 

«Para reasumir, pues brevemente y para la inteligencia clara de toda la materia y también en conformidad con los principios enunciados en mi primer Laudo, que, en la interpretación práctica de Tratado de 1858, el Río San Juan debe ser considerado como un río navegable, yo por consiguiente declaro ser la exacta línea de división entre la jurisdicción de los dos países, el borde de las aguas sobre la margen derecha, cuando el río se halla en su estado ordinario, navegable por las embarcaciones y botes de uso general.

En este estado toda porción de las aguas del río está en jurisdicción de Nicaragua. Toda porción de la tierra de la margen derecha está en jurisdicción de Costa Rica.»
E.P.Alexander (tercer laudo, 1898)

Cabe señalar, finalmente, que los conflictos fronterizos entre Costa Rica y Nicaragua siempre se han dado en torno a diversos temas como el amojonamiento de la frontera (en la parte donde el río San Juan no es límite natural, más allá del Castillo Viejo donde la frontera es una línea artificial), los derechos de navegación de Costa Rica por el río San Juan (que queda establecido por el Tratado Cañas Jerez y el Laudo Cleveland que el río es de propiedad nicaragüense y que Costa Rica tiene derechos de libre navegación con fines comerciales pero no fiscales o con buques de guerra, ambos estatutos reafirmados en 2009 por la Corte Internacional de Justicia de La Haya), el estatus del río Colorado (confirmado en todos estos tratados como río interno de Costa Rica y no fronterizo), los derechos de Nicaragua a realizar mejoras para el tránsito naval en el río San Juan (Nicaragua puede, por ejemplo, realizar labores de dragado en el río siempre y cuando no afecte directamente territorio costarricense, ante lo cual Costa Rica puede demandar compensación por daños a su territorio, o bien, que estas labores produzcan una desviación en el curso natural del río que afecten los derechos de navegación de Costa Rica), y finalmente, la construcción de un canal interoceanico en el río San Juan (Nicaragua puede construir o dar permisos de concesión para construir un hipotético canal en este río siempre y cuando no afecte territorio costarricense).

#### Conflicto fronterizo 2010-2015

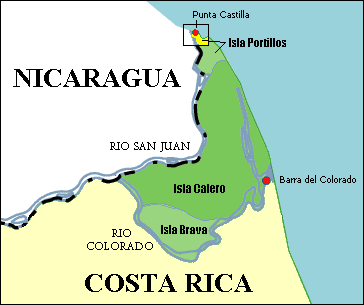
Mapa de las islas Calero, Brava y Portillos, Costa Rica. El recuadro delimita la zona amarilla que corresponde a la región disputada entre Costa Rica y Nicaragua durante el conflicto fronterizo de 2010-2011 entre ambos países a causa del dragado del río San Juan, conflicto que se encuentra en resolución en la Corte Internacional de Justicia de La Haya.

En noviembre de 2010 volvió a ocurrir un incidente diplomático entre ambos países, debido a las denuncias de Costa Rica por la invasión militar a la isla Portillo, cercana a la isla Calero, por parte del ejército de Nicaragua, denuncias que Nicaragua rechazó argumentando que se encontraba dentro del río San Juan realizando trabajos de dragado o limpieza del río, además de reclamar ir a la CIJ para que esta se pronuncie sobre la disputa territorial.
Una nota que debe aclararse es que, a pesar de toda la información que se ha generado a partir de estos hechos, en realidad el conflicto no se está dando directamente en la isla Calero, con 151.6 km², sino en la isla Portillos (ubicada al norte de Calero) la cual es la octava isla costarricense de mayor extensión, con 16.8 km² y comprende el actual Refugio Nacional de Vida Silvestre Corredor Fronterizo Norte, según decreto ejecutivo n.º 23248-MIRENEN del 18 de mayo de 1994. Esta isla Portillos ha sido confundida, tanto por nicaragüenses como por costarricenses (confusión que, en cierta medida, ha sido alentada por la prensa y los gobiernos de ambos países), con la isla Calero, de mayor tamaño. A pesar de esto, para efectos de información internacional, el conflicto ha trascendido como el «conflicto por isla Calero». 
Los argumentos iniciales se dieron en el momento que Marco Reyes hizo un reporte al Organismo de Investigación Judicial alegando que soldados nicaragüenses invadieron la finca que él administra con el objetivo de hacer un dragado en el río San Juan, pero la finca según catastros de Costa Rica pertenece al MINAE, sin embargo, según Eden Pastora, los trabajos del dragado se hacen en suelo nicaragüense. Se dio además una polémica con el servicio «Google Maps», al alegar las tropas nicaragüenses su utilización para pasar a isla Portillos (norte de Calero), obviando la utilización de los mapas de su nación que al momento de la invasión señalaban la isla como parte de territorio costarricense. Según Costa Rica, la frontera estaba mal demarcada en dicho servicio, a lo que Nicaragua replicó que el servicio estaba bien, después de ese suceso Google cambió el servicio para que la frontera fuera bien demarcada, pero recalcó que «Es imposible que un servicio diseñado para consumidores y empresas se use para la toma de decisiones militares».
El problema escaló cuando Costa Rica envió oficiales de la Fuerza Pública a la zona, con el objetivo de «reforzar la seguridad de la frontera», lo que según el gobierno nicaragüense es una «provocación», los oficiales desplegados en la zona se encontraban armados con rifles M-16 y ametralladoras M60, mientras que, por parte de los nicaragüenses, su armamento consistía en ametralladoras AK-47 y un lanzamisiles según se aprecia en una foto tomada desde un helicóptero en un sobrevuelo costarricense sobre la isla.
Costa Rica pidió entonces una sesión extraordinaria en la OEA para la discusión del conflicto, la resolución de la OEA fue la petición de retirar la presencia militar nicaragüense y la policía de Costa Rica, antes de que hubiera una negociación entre ambos países, Nicaragua se negó alegando que "La OEA no tiene cabida en este conflicto, dado que es una disputa territorial, cosa que tiene lugar sólo con la CIJ en La Haya", por tanto no siguieron la petición, tiempo después Daniel Ortega dijo que la resolución de la OEA era una conspiración internacional contra Nicaragua encabezada por Colombia junto con Panamá, México, Guatemala y Costa Rica, señalando que tienen intereses con el narcotráfico.
Luego Costa Rica puso una demanda contra Nicaragua en la CIJ para resolver el conflicto, algo que Nicaragua calificó como "algo apresurado y como iniciativa de Nicaragua"; las audiencias estuvieron programadas para la semana del 11 al 15 de enero del 2011.
El 8 de marzo de 2011 la CIJ convocó a ambos países para la lectura de la resolución de medidas cautelares solicitadas por Costa Rica contra Nicaragua. El resultado fue el establecimiento de una zona de exclusión, cuyo primer límite es el canal artificial abierto por Nicaragua en el suelo costarricense. Según este fallo, se otorga la custodia ambiental del territorio en disputa a Costa Rica y se ordena la salida de militares y civiles nicaragüenses del área ocupada por los mismos, ya que Costa Rica replegó sus fuerzas policiales ante la presencia de militares extranjeros desde el inicio del conflicto.

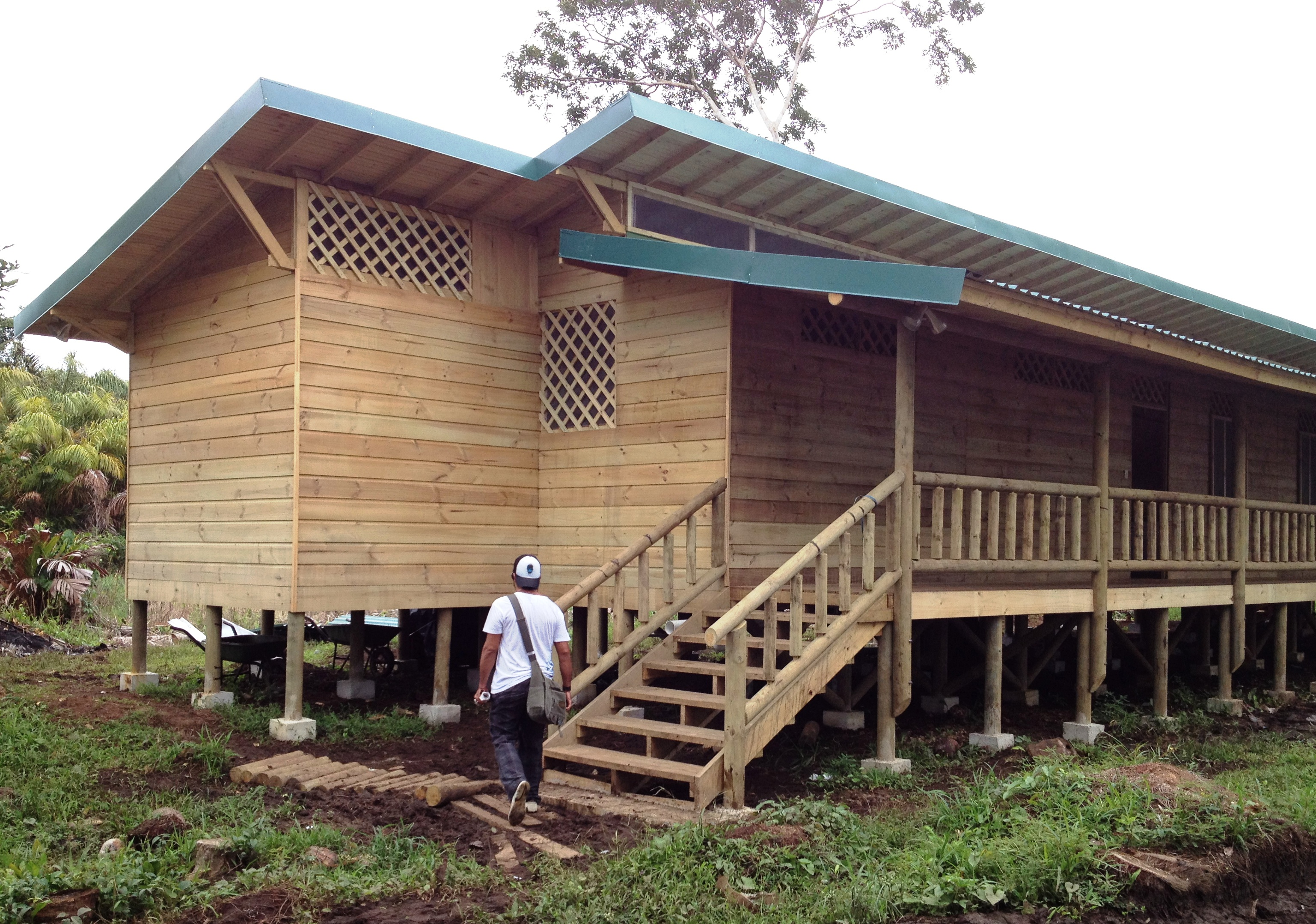
Estación Científica para la custodia ambiental e investigación científica

En cumplimiento de esta resolución de la CIJ, Costa Rica procedió a construir una Estación Científica en Isla Calero bajo la Dirección Técnica y voluntariado de los reconocidos arquitectos y ambientalistas Ibo Bonilla y Rafael Víquez, en una acción conjunta del SINAC (Sistema Nacional de Áreas de Conservación)y la CNE (Comisión Nacional de Emergencias) cuyas obras fueron concluidas el 22 de mayo de 2012. A julio de este mismo año un equipo de investigadores ya ha avanzado trabajos de diagnóstico y catalogación, como el dirigido por el Biólogo Sebastián Bonilla que ha identificado ya cuatro especies de aves no reportadas en los índices biológicos.
El 17 de septiembre del 2013, Costa Rica denunció que dragas nicaragüenses habían abierto nuevos canales en la isla y anunció una serie de acciones diplomáticas para denunciar esta situación.
El 15 de octubre del 2013, Nicaragua aceptó que Edén Pastora había intervenido en la zona, pero dijo que había sido sin la autorización formal. El 22 de noviembre de 2013, la Corte Internacional de La Haya dictó nuevas medidas cautelares en torno al conflicto, en las que ordenaba a Nicaragua detener el dragado en la zona disputada, además de reparar el daño causado con la apertura de dos canales (para lo que debe presentar pruebas de dichos arreglos con fotos satelitales dos semanas después) y retirar todo personal militar y civil del lugar, mientras que encargó a Costa Rica coordinar con la Convención RAMSAR para determinar el alcance del daño ecológico en la región, medidas que Nicaragua acordó acatar.
El 16 de diciembre de 2015, la Corte Internacional de Justicia con sede en La Haya sentenció que la soberanía sobre isla Calero, e isla Portillo pertenece a Costa Rica y mandó a Nicaragua a pagar por los daños realizados.
Edén Pastora se defendió ante la condena diciendo que él solamente seguía las órdenes del presidente Daniel Ortega.